# Cuenca del río Isluga
La cuenca del río Isluga es el espacio natural comprendido por la cuenca hidrográfica del río Isluga, al que por razones de cercanía y similitud del ambiente natural se le agrega la cuenca del río Cariquima ubicada inmediatamente al sur. Ambos ríos se desarrollan casi totalmente en Chile y cruzan la frontera con Bolivia para sumirse inmediatamente en el salar de Coipasa.
La cuenca o las cuencas están ubicadas en la Región de Tarapacá y poseen una extensión de 2440 km² de los cuales 2295 km² quedan en Chile.
El inventario de cuencas de Chile enlista la cuenca del río Isluga con el número 010-41 y la cuenca del río Cariquima con el número 010-42 y 010-43.

## Población y Regiones
La cuenca está ubicada dentro de los límites político-administrativos de la Región de Tarapacá, en particular la comuna de Colchane. El área de la cuenca es de 229.500 ha, equivalente al 5% de la Región.
Las localidades pobladas de mayor importancia en la cuenca, según el número de habitantes, son las siguientes:
| Nombre   | Población comunal urbana en 2002 | Población comunal total en 2002 | Cauces asociados |
| -------- | -------------------------------- | ------------------------------- | ---------------- |
| Colchane | 1649                             | 0                               | Río Sitani       |
| Isluga   | s/i                              | s/i                             | Río Isluga       |
| Pisiga   | /s/i                             | s/i                             | Río Sitani       |

Los datos de población dada por el censo 2002 corresponden a datos a nivel comunal y no de ciudad.

## Subdivisiones
La Dirección General de Aguas ha dividido la cuencas altiplánicas de Chile para mejor estudio y administración en las siguientes subcuencas y subsubcuencas:
| Cuenca                  | Sub- cuenca | Subsub- cuenca | Aguas                                                     | Área drenaje km² | Observaciones                   |
| ----------------------- | ----------- | -------------- | --------------------------------------------------------- | ---------------- | ------------------------------- |
| 010 Altiplánicas (mapa) |             |                |                                                           |                  |                                 |
| 010                     | 0100        | 01000          | Ríos Uchusuma, Colpas, Putani y Cosapilla                 | 817              | Cuenca del río Uchusuma         |
| 010                     | 0100        | 01001          | Río Caquena hasta frontera (Río Cosapilla)                | 546              | Cuenca del río Uchusuma         |
| 010                     | 0101        | 01010          | Lago Chungara                                             | 283              |                                 |
| 010                     | 0102        | 01020          | Río Lauca antes Río Guallatire                            | 1262             | Cuenca del río Lauca            |
| 010                     | 0102        | 01021          | Río Lauca entre antes Río Guallatire y la frontera        | 1094             | Cuenca del río Lauca            |
| 010                     | 0103        | 01030          | Salar de Surire                                           | 562              |                                 |
| 010                     | 0104        | 01040          | Estero Sencata                                            | 364              |                                 |
| 010                     | 0104        | 01041          | Quebrada Manque                                           | 1045             |                                 |
| 010                     | 0104        | 01042          | Río de Cariquina                                          | 1418             | Cuenca del río Isluga           |
| 010                     | 0104        | 01043          | Salar Coipasa - Límite Bolivia                            | 179              | Cuenca del río Isluga           |
| 010                     | 0104        | 01044          | Río Sacaya                                                | 620              | Cuenca del río Cancosa          |
| 010                     | 0105        | 01050          | R. Collacagua                                             | 1091             | Parque nacional Salar de Huasco |
| 010                     | 0105        | 01051          | Salar del Huasco                                          | 600              | Parque nacional Salar de Huasco |
| 010                     | 0106        | 01060          | Quebradas de Carcas y de Napa                             | 100              |                                 |
| 010                     | 0107        | 01070          | Salar de Coposa                                           | 1111             |                                 |
| 010                     | 0108        | 01080          | Salar de Michincha                                        | 276              |                                 |
| total:                  | 9           | 16             | Región: XV - I ((40 - 60)%) / Tipo: Endorreica / Desemb.: | 11368            | Compartida con Perú y Bolivia   |

## Clima

der

De acuerdo con los datos recopilados por la Universidad Técnica de Dresde y según la clasificación climática de Köppen, la zona de Colchane tiene un clima de tundra (código ET) con precipitaciones anuales de 90 mm y temperatura promedio anual de 6,8 °C. Se puede apreciar que la única época de lluvias es el invierno altiplánico en el verano del hemisferio austral.
Los diagramas Walter Lieth muestran con un área azul los periodos en que las precipitaciones sobrepasan la cantidad de agua que el calor del sol evapora en el mismo lapso de tiempo, (un promedio de 10 °C mensuales evaporan 20 mm de agua caída) dejando un clima húmedo. Por el contrario, las zonas amarillas indican que durante ese tiempo el agua caída puede ser evaporada por el calor del sol.

### Sistema endorreico Titicaca-Desaguadero-Poopó-Salar de Coipasa
El río pertenece al Sistema TDPS, una cuenca interior de América del Sur que recoge las aguas del Lago Titicaca, las lleva por el Río Desaguadero hasta el Lago Poopó para, en los tiempos de abundancia de lluvia, llevarlas al Lago Coipasa por medio del río Laca Jahuira. 
Por el lado chileno, existen 9 subcuencas divididas en 16 subsubcuencas de ese sistema que están reunidas en el registro Categoría:Cuenca altiplánicas de Chile (010) del inventario de cuencas de Chile que las reúne bajo el número 010.
- En el extremo norte, las subcuencas 01000 y 01010 de los ríos Caquena (o Cosapilla), Uchusuma y otros, las llevan primero al río Mauri que las entrega al río Desaguadero, desde donde llegan al Lago Poopó y luego al Lago Coipasa, por el lado este.
- Las subcuencas 01020 y 01021 del río Lauca, que lleva las aguas de las Lagunas de Cotacotani directamente al extremo norte del Lago Coipasa.
- Más al sur, las subcuencas 01040 al 01044 de los ríos Isluga o Sitani (01041), Todos Santos o Sibaya (01040) y el Cariquima o Grande (01042 y 01043) también las entregan directamente al Lago Coipasa, pero por su lado oeste.

## Actividades económicas
Las actividades económicas principales de la cuenca son la actividad turística y ganadería camélida.: 10 
Las actividades turísticas tienen como polo de atracción el parque Nacional Volcán Isluga, ya sea por sus atractivos naturales o arqueológicos.
Los bofedales del sector altiplánico de la cuenca dan cabida a la crianza de camélidos, que son el sustento de la principal actividad productiva desarrollada por los habitantes de la cuenca.

## Áreas bajo protección oficial y conservación de la biodiversidad
Las áreas bajo protección oficial pertenecientes al Sistema Nacional de Áreas Silvestres Protegidas por el Estado (SNASPE) que se emplazan en la cuenca corresponden a:: 11 
- Parque nacional Volcán Isluga, que abarca un área de 48.302 Ha, equivalentes al 18% de la superficie total de la cuenca.

En la cuenca no existen Áreas de Conservación de la Biodiversidad.